# Барышев, Борис Павлович
Борис Павлович Барышев (29 августа 1937 — 10 августа 2015, Москва, Российская Федерация) — советский и российский тренер по конькобежному спорту, заслуженный тренер СССР.

## Биография
Мастер спорта по конькобежному спорту.
Главный тренер сборных команд СССР и России на семи зимних Олимпийских играх (1976, 1980, 1984, 1988, 1992, 1994 и 1998). За этот период его подопечные завоевали в общей сложности 45 золотых, 37 серебряных и 37 бронзовых медалей на Олимпийских играх, чемпионатах мира и Европы.
Принимал участие в подготовке олимпийских чемпионов Н. Петрусёвой, С. Фокичева и И. Малкова, призёров зимних Олимпийских игр Ю. Кондакова, С. Хлебникова, В. Лобанова, О. Божьева., Н. Шиве.
Работал в Центре подготовки сборных команд России.
Занимал должности начальника управления зимних видов спорта Госкомспорта СССР и заместителя руководителя рабочей группы «Нагано-98».
Дочь — бронзовый призёр зимних Олимпийских игр в Турине (2009) Варвара Барышева.
Похоронен в Москве, на Калитниковском кладбище, в родственной могиле.

## Награды и звания
Заслуженный тренер СССР (1978).
Награжден медалью ордена «За заслуги перед отечеством» II степени (2008).